# Saor Patrol
I Saor Patrol ([ˈʃoːɐ̯ pə-trōl], in gaelico "Guardia della Libertà") sono un gruppo folkloristico scozzese, formatosi a Kincardine nel 1999.

## Storia
I Saor Patrol sono specializzati nel suonare principalmente canzoni che rivendichino l'indipendenza scozzese. Tutti i brani sono strumentali e suonati mediante tamburi, chitarra elettrica e cornamusa. 
Si sono esibiti principalmente in: Regno Unito, Stati Uniti, Australia, Africa, Giappone, Taiwan, Norvegia, Austria, Svizzera, Germania, Paesi Bassi e anche in Italia, presso lo stand della Scozia a Fieramilano durante la manifestazione L'Artigiano in Fiera, presso il festival della cultura delle popolazioni tribali "Lo spirito del Pianeta" di Chiuduno (Bergamo) e presso il "Festival irlandese" tenutosi a Genova. Il 15 e 16 Settembre 2018 al Festival Irlandese di Napoli tenutosi presso la Mostra D'Oltremare, e nell’agosto 2025 al Festival Irlandese di Fivizzano (MS). 

## Formazione
- Basti Brigaldino cornamusa (2021- )
- Mark Monaghan: tamburi, chitarra elettrica (1999-2024)
- Fabian Renz: tamburi (2025-)
- Kevin Johnston: tamburi
- Kenny Dutscher: tamburi (2021-)
- Steve Legget: chitarra elettrica (dal 2010)
- Marcus Dickson: tamburi (1999-2014)
- Dan Dean: tamburi (2014-2015)
- Charlie Allan: cornamusa (1999-2021)
- André Zeuner: tamburi (2015-2018)

## Discografia

### Album in studio
- 2001 - Esspee
- 2005 - Black Bull
- 2005 - Full Boar
- 2006 - Full Throttle
- 2010 - The Stomp - Scottish Pipes and Drums Untamed
- 2011 - Duncarron
- 2012 - Two Headed Dog
- 2013 - Crann Tara
- 2014 - Outlander
- 2015 - Highlander: Outlander Unplugged
- 2015 - XV: 15 Year Anniversary Edition – Total Reworx, Vol. 1
- 2015 - XV: 15 Year Anniversary Edition – Total Reworx, Vol. 2
- 2022 - 2.0

### Album dal vivo
- 2009 - 'Hands Across the Border' Live at the Guildhall, Gloucester
- 2014 - Open Air Asylum
- 2014 - Die Krieger

### Raccolte
- 2014 - Early Years
- 2015 - Aftermath: The Ballads

### Video
- 2015 - Folk 'n Rock